# Литва на летних Олимпийских играх 2012
Литва на летних Олимпийских играх 2012 была представление в 14-и видах спорта, всего делегацию представляли 62 спортсмена. На этих Играх Литва повторила свой рекорд 2000 года по общему количеству завоёванных медалей — 5, а также повторила рекорд по количеству золотых медалей — 2.
Изначально у литовцев было 6 наград: серебро в гребле на каноэ выиграл Евгений Шуклин, но в 2019 году после перепроверки допинг-проб он был лишён награды.

## Медалисты
| Медаль | Спортсмен           | Вид спорта            | Дисциплина                  |
| ------ | ------------------- | --------------------- | --------------------------- |
| Золото | Рута Мейлутите      | Плавание              | Женщины, 100 метров брассом |
| Золото | Лаура Асадаускайте  | Современное пятиборье | Женщины                     |
| Бронза | Александр Казакевич | Греко-римская борьба  | Мужчины, до 74 кг           |
| Бронза | Эвалдас Пятраускас  | Бокс                  | Мужчины, до 60 кг           |
| Бронза | Аустра Скуйите      | Лёгкая атлетика       | Семиборье                   |

## Состав сборной
Академическая гребля
1. Миндаугас Гришконис
2. Роландас Мащинскас
3. Саулюс Риттер
4. Доната Виштартайте

 Бадминтон
1. Аквиле Стапушайтите

 Баскетбол
1. Йонас Валанчюнас
2. Антанас Каваляускас
3. Мантас Калниетис
4. Римантас Каукенас
5. Линас Клейза
6. Йонас Мачюлис
7. Мартинас Поцюс
8. Реналдас Сейбутис
9. Дарюс Сонгайла
10. Паулюс Янкунас
11. Симас Ясайтис
12. Шарунас Ясикявичюс

 Бокс
1. Эвальдас Пятраускас
2. Эгидиюс Каваляускас

 Борьба
Греко-римская борьба
1. Эдгарас Венцкайтис
2. Александр Казакевич

Велоспорт
 Шоссейный велоспорт
1. Игнат Коновалов
2. Гедиминас Багдонас

 Трековый велоспорт
1. Симона Крупецкайте

 BMX
1. Вилма Римшайте

Гребля на байдарках и каноэ
 Гребля на гладкой воде
1. Эгидиюс Бальчюнас
2. Евгений Шуклин

 Дзюдо
1. Каролис Баужа
2. Марюс Пашкявичюс

 Лёгкая атлетика
1. Виргилиюс Алекна
2. Дарюс Драудвила
3. Марюс Жюкас
4. Повилас Миколайтис
5. Ритис Сакалаускас
6. Райвидас Станис
7. Тадас Шушкявичюс
8. Неринга Айдетите
9. Бригита Вирбалите
10. Лина Гринчикайте
11. Раса Драздаускайте
12. Ремалда Кергите
13. Диана Лобачевская
14. Айрине Пальшите
15. Кристина Салтанович
16. Зинаида Сендрюте
17. Аустра Скуйите
18. Эгле Стайшюнайте
19. Соната Тамошайтите
20. Индре Якубайтите

 Парусный спорт
1. Йозас Бернотас
2. Рокас Милявичюс
3. Гинтаре Шейдт

 Плавание
1. Миндаугас Садаускас
2. Гедрюс Титянис
3. Витаутас Янушайтис
4. Рута Мейлутите

 Современное пятиборье
1. Юстинас Киндерис
2. Лаура Асадаускайте
3. Гинтаре Венчкаускайте

 Стрельба
1. Дайна Гудзиневичюте

 Спортивная гимнастика
1. Рокас Гушчинас
2. Лаура Швилпайте

## Результаты соревнований

### Академическая гребля
В следующий раунд из каждого заезда проходили несколько лучших экипажей (в зависимости от дисциплины). В утешительный заезд попадали спортсмены, выбывшие в предварительном раунде. В финал A выходили 6 сильнейших экипажей, остальные разыгрывали места в утешительных финалах B-F.
Мужчины
| Соревнование  | Спортсмены                       | Предварительный заезд | Предварительный заезд | Предварительный заезд | Отборочный заезд | Отборочный заезд | Отборочный заезд | Четвертьфинал | Четвертьфинал | Четвертьфинал | Полуфинал     | Полуфинал     | Полуфинал     | Финал   | Финал   | Итоговое место |
| Соревнование  | Спортсмены                       | Заезд                 | Время                 | Место                 | Заезд            | Время            | Место            | Заезд         | Время         | Место         | Заезд         | Время         | Место         | Время   | Место   | Итоговое место |
| ------------- | -------------------------------- | --------------------- | --------------------- | --------------------- | ---------------- | ---------------- | ---------------- | ------------- | ------------- | ------------- | ------------- | ------------- | ------------- | ------- | ------- | -------------- |
| одиночки      | Миндаугас Гришконис              | 2                     | 6:46,56               | 4                     | 2                | 7:00,19          | 1 Q              | 1             | 7:00,80       | 3 Q           | Полуфинал A/B | Полуфинал A/B | Полуфинал A/B | Финал B | Финал B | 8              |
| одиночки      | Миндаугас Гришконис              | 2                     | 6:46,56               | 4                     | 2                | 7:00,19          | 1 Q              | 1             | 7:00,80       | 3 Q           | 1             | 7:31,72       | 5             | 7:15,32 | 2       | 8              |
| двойки парные | Роландас Мащинскас Саулюс Риттер | 1                     | 6:17,78               | 2 Q                   | не участвовали   | не участвовали   | не участвовали   | не проводится | не проводится | не проводится | 2             | 6:21,62       | 2 Q           | Финал A | Финал A | 6              |
| двойки парные | Роландас Мащинскас Саулюс Риттер | 1                     | 6:17,78               | 2 Q                   | не участвовали   | не участвовали   | не участвовали   | не проводится | не проводится | не проводится | 2             | 6:21,62       | 2 Q           | 6:42,96 | 6       | 6              |

Женщины
| Соревнование | Спортсмены         | Отборочная гонка | Отборочная гонка | Четвертьфинал | Четвертьфинал | Полуфинал | Полуфинал | Финал   | Финал | Итоговое место |
| Соревнование | Спортсмены         | Время            | Место            | Время         | Место         | Время     | Место     | Время   | Место | Итоговое место |
| ------------ | ------------------ | ---------------- | ---------------- | ------------- | ------------- | --------- | --------- | ------- | ----- | -------------- |
| Одиночки     | Доната Виштартайте | 7:43,07          | 2                | 7:45,68       | 2             | 7:56,05   | 5         | 7:47,94 | 2     | 8              |

### Бадминтон
Спортсменов — 1
Женщины
| Соревнование     | Спортсмены          | Групповой этап   | Групповой этап                  | 1/8 финала            | 1/4 финала            | 1/2 финала            | Финал                 | Финал                 |
| Соревнование     | Спортсмены          | 1 матч           | 2 матч                          | 1/8 финала            | 1/4 финала            | 1/2 финала            | Финал                 | Финал                 |
| Соревнование     | Спортсмены          | Соперник Счёт    | Соперник Счёт                   | Соперник Счёт         | Соперник Счёт         | Соперник Счёт         | Соперник Счёт         | Место                 |
| ---------------- | ------------------- | ---------------- | ------------------------------- | --------------------- | --------------------- | --------------------- | --------------------- | --------------------- |
| Одиночный разряд | Аквиле Стапушайтите | Яо Цзе (NED) 0:2 | Рагна Ингольфсдоуттир (ISL) 0:2 | Завершила выступление | Завершила выступление | Завершила выступление | Завершила выступление | Завершила выступление |

### Баскетбол
Спортсменов — 12

#### Мужчины
Мужская сборная Литвы квалифицировалась на Игры, попав в финал квалификационного турнира в Венесуэле.
Состав
| Номер     | Позиция   | Имя                 | Дата рождения    | Рост, см  | Клуб            | Игры      | Очки      | Подборы   | Передачи  |
| Защитники | Защитники | Защитники           | Защитники        | Защитники | Защитники       | Защитники | Защитники | Защитники | Защитники |
| --------- | --------- | ------------------- | ---------------- | --------- | --------------- | --------- | --------- | --------- | --------- |
| 5         | РЗ        | Мантас Калниетис    | 6 сентября 1986  | 195       | Жальгирис       | 6         | 33        | 18        | 29        |
| 4         | АЗ        | Римантас Каукенас   | 11 апреля 1977   | 194       | Сиена           | 6         | 47        | 5         | 5         |
| 7         | АЗ        | Мартинас Поцюс      | 28 апреля 1986   | 196       | Реал Мадрид     | 6         | 43        | 15        | 14        |
| 8         | АЗ        | Реналдас Сейбутис   | 23 июля 1985     | 196       | Летувос Ритас   | 6         | 22        | 6         | 4         |
| 10        | ЛФ        | Симас Ясайтис       | 26 марта 1982    | 201       | Турк Телеком    | 6         | 35        | 22        | 3         |
| 13        | РЗ        | Шарунас Ясикявичюс  | 5 марта 1976     | 193       | Панатинаикос    | 6         | 41        | 7         | 32        |
| Форварды  |           |                     |                  |           |                 |           |           |           |           |
| 11        | ЛФ        | Линас Клейза        | 3 января 1985    | 203       | Торонто Рэпторс | 6         | 83        | 38        | 10        |
| 6         | ЛФ        | Йонас Мачюлис       | 10 февраля 1985  | 198       | Сиена           | 5         | 14        | 12        | 0         |
| 9         | ТФ        | Дарюс Сонгайла      | 14 февраля 1978  | 206       | Вальядолид      | 6         | 66        | 21        | 7         |
| 15        | ТФ        | Паулюс Янкунас      | 29 апреля 1984   | 205       | Жальгирис       | 6         | 37        | 17        | 3         |
| Центровые |           |                     |                  |           |                 |           |           |           |           |
| 12        | Ц         | Антанас Каваляускас | 19 сентября 1984 | 208       | ВЭФ             | 5         | 23        | 16        | 2         |
| 14        | Ц         | Йонас Валанчюнас    | 6 мая 1992       | 213       | Летувос Ритас   | 6         | 25        | 24        | 0         |

| Имя                 | Гражданство | Должность      | Дата рождения  |
| ------------------- | ----------- | -------------- | -------------- |
| Кястутис Кемзура    | Литва       | Главный тренер | 20 апреля 1970 |
| Вальдемарас Хомичюс | Литва       | Тренер         | 6 января 1971  |
| Робертас Кунцайтис  | Литва       | Тренер         | 9 января 1964  |
| Доналдас Кайрис     | Литва       | Тренер         | 6 марта 1977   |

Результаты
Групповой этап (Группа А)
| Место | Команда   | Игры | Поб | Пор | Забито | Пропущено | +/-  | Очки |
| ----- | --------- | ---- | --- | --- | ------ | --------- | ---- | ---- |
| 1     | США       | 5    | 5   | 0   | 589    | 398       | +191 | 10   |
| 2     | Франция   | 5    | 4   | 1   | 376    | 378       | −2   | 9    |
| 3     | Аргентина | 5    | 3   | 2   | 448    | 424       | +24  | 8    |
| 4     | Литва     | 5    | 2   | 3   | 395    | 399       | −4   | 7    |
| 5     | Нигерия   | 5    | 1   | 4   | 338    | 456       | −118 | 6    |
| 6     | Тунис     | 5    | 0   | 5   | 320    | 411       | −91  | 5    |

| 29 июля 2012 22:15 (GMT+1) | Протокол | Аргентина                            | 102:79   | Литва              | Баскетбольная арена, Лондон Судьи: Карл Юнгебранд ; Хосе Анибаль Каррион ; Воан Мейберри |
| 29 июля 2012 22:15 (GMT+1) | Протокол | 24:23, 27:16, 27:22, 24:18           |          |                    | Баскетбольная арена, Лондон Судьи: Карл Юнгебранд ; Хосе Анибаль Каррион ; Воан Мейберри |
| 29 июля 2012 22:15 (GMT+1) | Протокол | Луис Скола 32                        | Очки     | Линас Клейза 20    | Баскетбольная арена, Лондон Судьи: Карл Юнгебранд ; Хосе Анибаль Каррион ; Воан Мейберри |
| 29 июля 2012 22:15 (GMT+1) | Протокол | Ману Джинобили 10                    | Подборы  | Линас Клейза 7     | Баскетбольная арена, Лондон Судьи: Карл Юнгебранд ; Хосе Анибаль Каррион ; Воан Мейберри |
| 29 июля 2012 22:15 (GMT+1) | Протокол | Ману Джинобили, Пабло Приджиони по 6 | Передачи | Мантас Калниетис 5 | Баскетбольная арена, Лондон Судьи: Карл Юнгебранд ; Хосе Анибаль Каррион ; Воан Мейберри |

| 31 июля 2012 14:30 (GMT+1) | Протокол | Литва                     | 72:53    | Нигерия                          | Баскетбольная арена, Лондон Судьи: Кристиано Жезус Мараньо ; Стефан Себель ; Виталис Одиамбо Годе |
| 31 июля 2012 14:30 (GMT+1) | Протокол | 14:8, 20:19, 22:13, 16:13 |          |                                  | Баскетбольная арена, Лондон Судьи: Кристиано Жезус Мараньо ; Стефан Себель ; Виталис Одиамбо Годе |
| 31 июля 2012 14:30 (GMT+1) | Протокол | Дарюс Сонгайла 12         | Очки     | Ике Диогу, Аль-Фарук Амину по 12 | Баскетбольная арена, Лондон Судьи: Кристиано Жезус Мараньо ; Стефан Себель ; Виталис Одиамбо Годе |
| 31 июля 2012 14:30 (GMT+1) | Протокол | Линас Клейза 6            | Подборы  | Аль-Фарук Амину 11               | Баскетбольная арена, Лондон Судьи: Кристиано Жезус Мараньо ; Стефан Себель ; Виталис Одиамбо Годе |
| 31 июля 2012 14:30 (GMT+1) | Протокол | Мантас Калниетис 7        | Передачи | Аль-Фарук Амину 2                | Баскетбольная арена, Лондон Судьи: Кристиано Жезус Мараньо ; Стефан Себель ; Виталис Одиамбо Годе |

| 2 августа 2012 9:00 (GMT+1) | Протокол | Франция                   | 82:74    | Литва                | Баскетбольная арена, Лондон Судьи: Христос Христодулу ; Илия Белошевич ; Хорхе Васкес |
| 2 августа 2012 9:00 (GMT+1) | Протокол | 25:21, 14:22, 20:9, 23:22 |          |                      | Баскетбольная арена, Лондон Судьи: Христос Христодулу ; Илия Белошевич ; Хорхе Васкес |
| 2 августа 2012 9:00 (GMT+1) | Протокол | Тони Паркер 27            | Очки     | Мартинас Поцюс 18    | Баскетбольная арена, Лондон Судьи: Христос Христодулу ; Илия Белошевич ; Хорхе Васкес |
| 2 августа 2012 9:00 (GMT+1) | Протокол | Ронни Тюриаф 10           | Подборы  | Линас Клейза 7       | Баскетбольная арена, Лондон Судьи: Христос Христодулу ; Илия Белошевич ; Хорхе Васкес |
| 2 августа 2012 9:00 (GMT+1) | Протокол | Борис Дьяо 8              | Передачи | Шарунас Ясикявичюс 5 | Баскетбольная арена, Лондон Судьи: Христос Христодулу ; Илия Белошевич ; Хорхе Васкес |

| 4 августа 2012 14:30 (GMT+1) | Протокол | Литва                                   | 94:99    | США                                 | Баскетбольная арена, Лондон Судьи: Реджеп Анкарали ; Луиджи Ламоника ; Маркос Бенито |
| 4 августа 2012 14:30 (GMT+1) | Протокол | 25:33, 26:22, 21:23, 22:21              |          |                                     | Баскетбольная арена, Лондон Судьи: Реджеп Анкарали ; Луиджи Ламоника ; Маркос Бенито |
| 4 августа 2012 14:30 (GMT+1) | Протокол | Линас Клейза 25                         | Очки     | Кармело Энтони, Леброн Джеймс по 20 | Баскетбольная арена, Лондон Судьи: Реджеп Анкарали ; Луиджи Ламоника ; Маркос Бенито |
| 4 августа 2012 14:30 (GMT+1) | Протокол | Мартинас Поцюс 7                        | Подборы  | Кевин Лав 8                         | Баскетбольная арена, Лондон Судьи: Реджеп Анкарали ; Луиджи Ламоника ; Маркос Бенито |
| 4 августа 2012 14:30 (GMT+1) | Протокол | Мартинас Поцюс, Шарунас Ясикявичюс по 6 | Передачи | Крис Пол 6                          | Баскетбольная арена, Лондон Судьи: Реджеп Анкарали ; Луиджи Ламоника ; Маркос Бенито |

| 6 августа 2012 11:15 (GMT+1) | Протокол | Тунис                    | 63:76    | Литва                                    | Баскетбольная арена, Лондон Судьи: Хуан Карлос Артеага ; Саша Пукл ; Фелиция Гринтер |
| 6 августа 2012 11:15 (GMT+1) | Протокол | 18:7, 17:22, 19:21, 9:26 |          |                                          | Баскетбольная арена, Лондон Судьи: Хуан Карлос Артеага ; Саша Пукл ; Фелиция Гринтер |
| 6 августа 2012 11:15 (GMT+1) | Протокол | Амин Ржиг 17             | Очки     | Дарюс Сонгайла, Шарунас Ясикявичюс по 13 | Баскетбольная арена, Лондон Судьи: Хуан Карлос Артеага ; Саша Пукл ; Фелиция Гринтер |
| 6 августа 2012 11:15 (GMT+1) | Протокол | Сала Межри 12            | Подборы  | Йонас Валанчюнас, Линас Клейза по 6      | Баскетбольная арена, Лондон Судьи: Хуан Карлос Артеага ; Саша Пукл ; Фелиция Гринтер |
| 6 августа 2012 11:15 (GMT+1) | Протокол | Сала Межри 3             | Передачи | Мантас Калниетис 9                       | Баскетбольная арена, Лондон Судьи: Хуан Карлос Артеага ; Саша Пукл ; Фелиция Гринтер |

Четвертьфинал
| 8 августа 2012 года 14:00 (GMT+1) | Протокол | Россия                     | 83:74    | Литва                | Северная арена Гринвича 1, Лондон Судьи: Карл Юнгебранд ; Пабло Альберто Эстевес ; Майкл Айлен |
| 8 августа 2012 года 14:00 (GMT+1) | Протокол | 17:10, 15:17, 22:23, 29:24 |          |                      | Северная арена Гринвича 1, Лондон Судьи: Карл Юнгебранд ; Пабло Альберто Эстевес ; Майкл Айлен |
| 8 августа 2012 года 14:00 (GMT+1) | Протокол | Андрей Кириленко 19        | Очки     | Римантас Каукенас 19 | Северная арена Гринвича 1, Лондон Судьи: Карл Юнгебранд ; Пабло Альберто Эстевес ; Майкл Айлен |
| 8 августа 2012 года 14:00 (GMT+1) | Протокол | Андрей Кириленко 13        | Подборы  | Йонас Валанчюнас 9   | Северная арена Гринвича 1, Лондон Судьи: Карл Юнгебранд ; Пабло Альберто Эстевес ; Майкл Айлен |
| 8 августа 2012 года 14:00 (GMT+1) | Протокол | Виктор Хряпа 8             | Передачи | Три игрока по 3      | Северная арена Гринвича 1, Лондон Судьи: Карл Юнгебранд ; Пабло Альберто Эстевес ; Майкл Айлен |

По итогам соревнований сборная Литвы по баскетболу заняла 8-ое место.

### Бокс
Спортсменов — 2
Мужчины
| Соревнование | Спортсмены          | Первый раунд             | Второй раунд            | Четвертьфинал                  | Полуфинал                | Финал                | Место                |
| Соревнование | Спортсмены          | Соперник Результат       | Соперник Результат      | Соперник Результат             | Соперник Результат       | Соперник Результат   | Место                |
| ------------ | ------------------- | ------------------------ | ----------------------- | ------------------------------ | ------------------------ | -------------------- | -------------------- |
| до 60 кг     | Эвальдас Пятраускас | Миклош Варга (HUN) 20:12 | Фатих Келеш (TUR) 16:14 | Доменико Валентино (ITA) 16:14 | Хан Сунчхоль (KOR) 13:18 | Завершил выступление | 3                    |
| до 69 кг     | Эгидиюс Каваляускас | Не участвовал            | Фредди Эванс (GBR) 7:11 | Завершил выступление           | Завершил выступление     | Завершил выступление | Завершил выступление |

### Борьба
Спортсменов — 2
Мужчины
Греко-римская борьба
| Категория | Спортсмены          | Первый раунд            | 1/8 финала                     | Четвертьфинал                  | Борьба за 3-е место, 1-й раунд | Борьба за 3-е место, 2-й раунд | Полуфинал            | Финал/Борьба за 3-е место | Место |
| Категория | Спортсмены          | Соперник Результат      | Соперник Результат             | Соперник Результат             | Соперник Результат             | Соперник Результат             | Соперник Результат   | Соперник Результат        | Место |
| --------- | ------------------- | ----------------------- | ------------------------------ | ------------------------------ | ------------------------------ | ------------------------------ | -------------------- | ------------------------- | ----- |
| до 66 кг  | Эдгарас Венцкайтис  | Мохамед Серир Алжир 3-1 | Дархан Баяхметов Казахстан 3-1 | Ким Хён У Республика Корея 0-3 | Не участвовал                  | Педро Муленс Куба 1-3          | Завершил выступление | Завершил выступление      | 7     |
| до 74 кг  | Александр Казакевич | Не участвовал           | Петер Бачи Венгрия 5-0         | Роберт Росенгрен Швеция 3-1    | Роман Власов Россия 0-3        | Не участвовал                  | Не участвовал        | Марк Мадсен Дания 3-0     | 3     |

### Велоспорт
Спортсменов — 4

#### Шоссейный велоспорт
Мужчины
| Соревнование     | Спортсмены           | Время    | Место |
| ---------------- | -------------------- | -------- | ----- |
| групповая гонка  | Рамунас Навардаускас | 5:46:37  | 47    |
| групповая гонка  | Гедиминас Багдонас   | 5:46:37  | 59    |
| раздельная гонка | Рамунас Навардаускас | 55:12.32 | 21    |

#### Трековый велоспорт
Кейрин
Женщины
| Соревнование | Спортсмен          | Первый раунд | Перезаезд      | Полуфинал | Финал         |
| Соревнование | Спортсмен          | Место        | Место          | Место     | Место         |
| ------------ | ------------------ | ------------ | -------------- | --------- | ------------- |
| кейрин       | Симона Крупецкайте | 2            | Не участвовала | 5         | 7 1 (финал B) |

Спринт
| Соревнование | Спортсмены         | Квалификация   | Квалификация | Раунд 1                              | Утешительный заезд                  | Раунд 2                               | Утешительный заезд                  | Четвертьфинал                                                                                         | Полуфинал                          | Финал за 5-8 места                                                               | Место |
| Соревнование | Спортсмены         | Время Скорость | Место        | Соперник Время Скорость Опережение   | Соперники Время Скорость Отставание | Соперник Время Скорость Опережение    | Соперники Время Скорость Опережение | Соперник Время и отставание 1-го заезда Время и отставание 2-го заезда Время и отставание 3-го заезда | Соперник Время Скорость Отставание | Bремя и скорость Соперник и опережение                                           | Место |
| ------------ | ------------------ | -------------- | ------------ | ------------------------------------ | ----------------------------------- | ------------------------------------- | ----------------------------------- | --- | ---------------------------------- | -------------------------------------------------------------------------------- | ----- |
| женщины      | Симона Крупецкайте | 11.234 64.091  | 8            | Вилли Канис Нидерланды 11.528 62.456 | Не участвовала                      | Ольга Панарина Беларусь 11.486 62.685 | Не участвовала                      | Кристина Фогель Германия 11.541 11.568 -                                                              | Не участвовала                     | 11.812 60.954 Лисандра Гуэрра Куба Любовь Шулика Украина Ольга Панарина Беларусь | 5     |

#### BMX
BMX
Женщины
| Соревнование | Спортсмен      | Первый раунд | 2-й полуфинал | 2-й полуфинал | 2-й полуфинал | 2-й полуфинал | Финал                 |
| Соревнование | Спортсмен      | Время Место  | Время Место   | Время Место   | Время Место   | Очки Место    | Время Место           |
| ------------ | -------------- | ------------ | ------------- | ------------- | ------------- | ------------- | --------------------- |
| женщины      | Вилма Римшайте | 42.162 14    | 41.789 7      | 40.897 7      | 40.400 5      | 19 7          | Завершила выступление |

### Водные виды спорта
Спортсменов — 3

#### Плавание
В следующий раунд на каждой дистанции проходят лучшие спортсмены по времени, независимо от места занятого в своём заплыве.
Мужчины
| Соревнование   | Спортсмен          | Предварительные заплывы | Предварительные заплывы | Полуфиналы | Полуфиналы | Финал                | Финал                |
| Соревнование   | Спортсмен          | Результат               | Место                   | Результат  | Место      | Результат            | Место                |
| -------------- | ------------------ | ----------------------- | ----------------------- | ---------- | ---------- | -------------------- | -------------------- |
| 100 м брасс    | Гедрюс Титянис     | 59,68                   | 3                       | 59,66      | 5          | 1:00,84              | 8                    |
| 200 м брасс    | Гедрюс Титянис     | 2:10,36                 | 8                       | 2:09,95    | 11         | Завершил выступление | Завершил выступление |
| 200 м комплекс | Витаутас Янушайтис | 1.59,84                 | 7                       | 2.00,13    | 6          | Завершил выступление | Завершил выступление |

Женщины
| Соревнование | Спортсмен      | Предварительные заплывы | Предварительные заплывы | Полуфиналы | Полуфиналы | Финал     | Финал |
| Соревнование | Спортсмен      | Результат               | Место                   | Результат  | Место      | Результат | Место |
| ------------ | -------------- | ----------------------- | ----------------------- | ---------- | ---------- | --------- | ----- |
| 100 м брасс  | Рута Мейлутите | 1.05,56                 | 1                       | 1:05,21    | 1          | 1.05,47   | 1     |

### Гимнастика
Спортсменов — 2

#### Спортивная гимнастика
Мужчины
| Соревнование          | Спортсмен      | Вольные упражнения | Вольные упражнения | Опорный прыжок | Опорный прыжок | Брусья        | Брусья        | Перекладина   | Перекладина   | Кольца        | Кольца        | Конь   | Конь  | Абсолютное первенство | Абсолютное первенство |
| Соревнование          | Спортсмен      | Очки               | Место              | Очки           | Место          | Очки          | Место         | Очки          | Место         | Очки          | Место         | Очки   | Место | Очки                  | Место                 |
| --------------------- | -------------- | ------------------ | ------------------ | -------------- | -------------- | ------------- | ------------- | ------------- | ------------- | ------------- | ------------- | ------ | ----- | --------------------- | --------------------- |
| абсолютное первенство | Рокас Гушчинас | Не участвовал      | Не участвовал      | Не участвовал  | Не участвовал  | Не участвовал | Не участвовал | Не участвовал | Не участвовал | Не участвовал | Не участвовал | 14.366 | 17    | Не участвовал         | Не участвовал         |

Женщины
| Соревнование          | Спортсмен       | Вольные упражнения | Вольные упражнения | Бревно | Бревно | Брусья | Брусья | Опорный прыжок | Опорный прыжок | Абсолютное первенство | Абсолютное первенство |
| Соревнование          | Спортсмен       | Очки               | Место              | Очки   | Место  | Очки   | Место  | Очки           | Место          | Очки                  | Место                 |
| --------------------- | --------------- | ------------------ | ------------------ | ------ | ------ | ------ | ------ | -------------- | -------------- | --------------------- | --------------------- |
| абсолютное первенство | Лаура Швилпайте | 12.666             | 64                 | 11.900 | 71     | 13.500 | 39     | 12.233         | 80             | 50.299                | 50                    |

### Гребля на байдарках и каноэ
Спортсменов — 2

#### Гребля на гладкой воде
Мужчины
| Соревнование | Спортсмены        | Предварительный этап | Предварительный этап | Полуфиналы | Полуфиналы | Финал  | Финал |
| Соревнование | Спортсмены        | Время                | Место                | Время      | Место      | Время  | Место |
| ------------ | ----------------- | -------------------- | -------------------- | ---------- | ---------- | ------ | ----- |
| К-1, 200 м   | Евгений Шуклин    | 41.288               | DSQ                  | 41.483     | DSQ        | 42.792 | DSQ   |
| Б-1, 200 м   | Эгидиюс Бальчюнас | 36,173               | 11                   | 36,495     | 9          | 37,995 | 10    |

### Дзюдо
Спортсменов — 2
Мужчины
| Категория    | Спортсмены       | 1/32 финала                          | 1/16 финала                             | 1/8 финала           | Четвертьфинал        | Полуфинал            | Финал                | Место                |
| Категория    | Спортсмены       | Соперник Результат                   | Соперник Результат                      | Соперник Результат   | Соперник Результат   | Соперник Результат   | Соперник Результат   | Место                |
| ------------ | ---------------- | ------------------------------------ | --------------------------------------- | -------------------- | -------------------- | -------------------- | -------------------- | -------------------- |
| До 90 кг     | Каролис Баужа    | Роман Баффет Франция 0100-0010       | Илиас Илиадис Греция 0003-0100          | Завершил выступление | Завершил выступление | Завершил выступление | Завершил выступление | Завершил выступление |
| Свыше 100 кг | Марюс Пашкявичюс | Назарио Фиакайфону Вануату 0100-0000 | Рафаэл Силва, Рафаэл Бразилия 0001-1001 | Завершил выступление | Завершил выступление | Завершил выступление | Завершил выступление | Завершил выступление |

### Лёгкая атлетика
Спортсменов — 20
Мужчины
| Дисциплина      | Спортсмен          | Предварительный раунд | Предварительный раунд | Четвертьфиналы | Четвертьфиналы | Полуфиналы           | Полуфиналы           | Финал                | Финал                |
| Дисциплина      | Спортсмен          | Результат             | Место                 | Результат      | Место          | Результат            | Место                | Результат            | Место                |
| --------------- | ------------------ | --------------------- | --------------------- | -------------- | -------------- | -------------------- | -------------------- | -------------------- | -------------------- |
| 100 м           | Ритис Сакалаускас  |                       |                       | 10.29          | 6              | Завершил выступление | Завершил выступление | Завершил выступление | Завершил выступление |
| ходьба на 20 км | Тадас Шушкявичюс   |                       |                       |                |                |                      |                      | 1:24:45              | 40                   |
| ходьба на 50 км | Марюс Жюкас        |                       |                       |                |                |                      |                      | 4:08:16              | 46                   |
| прыжки в длину  | Повилас Миколайтис | 7.61                  | 26                    |                |                |                      |                      | Завершил выступление | Завершил выступление |
| прыжки в высоту | Райвидас Станис    | 2.16                  | 27                    |                |                |                      |                      | Завершил выступление | Завершил выступление |
| метание диска   | Виргилиюс Алекна   | 63.88                 | 10                    |                |                |                      |                      | 67.38                | 4                    |

| Дисциплина  | Спортсмен       | 100 м | 100 м | 100 м | Прыжки в длину | Прыжки в длину | Прыжки в длину | Толкание ядра | Толкание ядра | Толкание ядра | Прыжки в высоту | Прыжки в высоту | Прыжки в высоту | 400 м | 400 м | 400 м | 100 м с/б | 100 м с/б | 100 м с/б | Метание диска | Метание диска | Метание диска | Прыжки с шестом | Прыжки с шестом | Прыжки с шестом | Метание копья | Метание копья | Метание копья | 1500 м  | 1500 м | 1500 м | Итоговый результат | Итоговый результат |
| Дисциплина  | Спортсмен       | Р     | М     | 0     | Р              | М              | 0              | Р             | М             | 0             | Р               | М               | 0               | Р     | М     | 0     | Р         | М         | 0         | Р             | М             | 0             | Р               | М               | 0               | Р             | М             | 0             | Р       | М      | 0      | Очки               | Место              |
| ----------- | --------------- | ----- | ----- | ----- | -------------- | -------------- | -------------- | ------------- | ------------- | ------------- | --------------- | --------------- | --------------- | ----- | ----- | ----- | --------- | --------- | --------- | ------------- | ------------- | ------------- | --------------- | --------------- | --------------- | ------------- | ------------- | ------------- | ------- | ------ | ------ | ------------------ | ------------------ |
| десятиборье | Дарюс Драудвила | 10.95 | 15    | 872   | 7.12           | 20             | 842            | 15.17         | 6             | 800           | 1.96            | 17              | 767             | 1.96  | 21    | 809   | 14.87     | 19        | 865       | 46.43         | 7             | 796           | 4.20            | 27              | 673             | 50.16         | 25            | 591           | 5:03.14 | 23     | 542    | 7557               | 25                 |

Женщины
| Дисциплина      | Спортсмен           | Предварительный раунд | Предварительный раунд | Четвертьфиналы | Четвертьфиналы | Полуфиналы            | Полуфиналы            | Финал                 | Финал                 |
| Дисциплина      | Спортсмен           | Результат             | Место                 | Результат      | Место          | Результат             | Место                 | Результат             | Место                 |
| --------------- | ------------------- | --------------------- | --------------------- | -------------- | -------------- | --------------------- | --------------------- | --------------------- | --------------------- |
| 100 м с/б       | Соната Тамошайтите  | 13.59                 | 5                     |                |                | Завершила выступление | Завершила выступление | Завершила выступление | Завершила выступление |
| 100 м           | Лина Гринчикайте    |                       |                       | 11.19          | 4              | 11.30                 | 7                     | Завершила выступление | Завершила выступление |
| марафон         | Раса Драздаускайте  |                       |                       |                |                |                       |                       | 2:29:29               | 27                    |
| марафон         | Диана Лобачевская   |                       |                       |                |                |                       |                       | 2:29:32               | 28                    |
| марафон         | Ремалда Кергите     |                       |                       |                |                |                       |                       | 2:39:01               | 75                    |
| ходьба на 20 км | Неринга Айдетите    |                       |                       |                |                |                       |                       | 1:34:01               | 39                    |
| ходьба на 20 км | Кристина Салтанович |                       |                       |                |                |                       |                       | 1:31:04               | 21                    |
| ходьба на 20 км | Бригита Вирбалите   |                       |                       |                |                |                       |                       | 1:31:58               | 26                    |
| прыжки в высоту | Айрине Пальшите     | 1.93                  | 10                    |                |                |                       |                       | 1.89                  | 11                    |
| метание диска   | Зинаида Сендрюте    | 62.79                 | 10                    |                |                |                       |                       | 61.68                 | 8                     |
| метание копья   | Индре Якубайтите    | 59.05                 | 18                    |                |                |                       |                       | Завершила выступление | Завершила выступление |
| 400 м с/б       | Эгле Стайшюнайте    | 57.79                 | 5                     |                |                | Завершила выступление | Завершила выступление | Завершила выступление | Завершила выступление |

| Дисциплина | Спортсмен      | 100 м с/б | 100 м с/б | 100 м с/б | Прыжки в высоту | Прыжки в высоту | Прыжки в высоту | Толкание ядра | Толкание ядра | Толкание ядра | 200 м | 200 м | 200 м | Прыжки в длину | Прыжки в длину | Прыжки в длину | Метание копья | Метание копья | Метание копья | 800 м   | 800 м | 800 м | Итоговый результат | Итоговый результат |
| Дисциплина | Спортсмен      | Р         | М         | 0         | Р               | М               | 0               | Р             | М             | 0             | Р     | М     | 0     | Р              | М              | 0              | Р             | М             | 0             | Р       | М     | 0     | Очки               | Место              |
| ---------- | -------------- | --------- | --------- | --------- | --------------- | --------------- | --------------- | ------------- | ------------- | ------------- | ----- | ----- | ----- | -------------- | -------------- | -------------- | ------------- | ------------- | ------------- | ------- | ----- | ----- | ------------------ | ------------------ |
| семиборье  | Аустра Скуйите | 14.00     | 32        | 978       | 1.92            | 1               | 1132            | 17.31         | 1             | 1016          | 25.43 | 32    | 848   | 6.25           | 7              | 927            | 51.13         | 7             | 882           | 2:20.59 | 27    | 816   | 6599               | 3                  |

### Парусный спорт
Спортсменов — 3
Соревнования по парусному спорту в каждом из классов состояли из 10 гонок, за исключением класса 49er, где проводилось 15 заездов. В каждой гонке спортсмены стартовали одновременно. Победителем каждой из гонок становился экипаж, первым пересекший финишную черту. Количество очков, идущих в общий зачёт, соответствовало занятому командой месту. 10 лучших экипажей по результатам 10 гонок попадали в медальную гонку, результаты которой также шли в общий зачёт. В случае если участник соревнований не смог завершить гонку ему начислялось количество очков, равное количеству участников плюс один. При итоговом подсчёте очков не учитывался худший результат, показанный экипажем в одной из гонок. Сборная, набравшая наименьшее количество очков, становится олимпийским чемпионом.
Мужчины
| Класс | Спортсмены      | Гонка | Гонка | Гонка | Гонка | Гонка | Гонка | Гонка | Гонка | Гонка | Гонка | Гонка         | Очки | Место |
| Класс | Спортсмены      | 1     | 2     | 3     | 4     | 5     | 6     | 7     | 8     | 9     | 10    | M             | Очки | Место |
| ----- | --------------- | ----- | ----- | ----- | ----- | ----- | ----- | ----- | ----- | ----- | ----- | ------------- | ---- | ----- |
| RS:X  | Йозас Бернотас  | 9     | 13    | 13    | 8     | 9     | 13    | 11    | 17    | 27    | 27    | Не участвовал | 120  | 12    |
| Лазер | Рокас Милявичюс | 37    | 37    | 33    | 38    | 43    | 37    | 40    | 43    | 31    | 46    | Не участвовал | 339  | 42    |

Женщины
| Класс        | Спортсмены    | Гонка | Гонка | Гонка | Гонка | Гонка | Гонка | Гонка | Гонка | Гонка | Гонка | Гонка | Очки | Место |
| Класс        | Спортсмены    | 1     | 2     | 3     | 4     | 5     | 6     | 7     | 8     | 9     | 10    | M     | Очки | Место |
| ------------ | ------------- | ----- | ----- | ----- | ----- | ----- | ----- | ----- | ----- | ----- | ----- | ----- | ---- | ----- |
| Лазер Радиал | Гинтаре Шейдт | 2     | 13    | 9     | 10    | 3     | 14    | 11    | 7     | 7     | 6     | 14    | 82   | 6     |

Использованы следующие сокращения:
- M — медальная гонка

### Современное пятиборье
Спортсменов — 2
Современное пятиборье включает в себя: стрельбу, плавание, фехтование, верховую езду и бег. Впервые в истории соревнования по современному пятиборью проводились в новом формате. Бег и стрельба были объединены в один вид — комбайн. В комбайне спортсмены стартовали с гандикапом, набранным за предыдущие три дисциплины (4 очка = 1 секунда). Олимпийским чемпионом становится спортсмен, который пересекает финишную линию первым.
Мужчины
| Соревнование              | Спортсмены       | Фехтование | Фехтование | Фехтование | Плавание | Плавание | Плавание | Верховая езда | Верховая езда | Верховая езда | Комбайн  | Комбайн | Комбайн | Всего     | Всего |
| Соревнование              | Спортсмены       | Побед      | Очки       | Место      | Время    | Очки     | Место    | Штраф         | Очки          | Место         | Время    | Очки    | Место   | Результат | Место |
| ------------------------- | ---------------- | ---------- | ---------- | ---------- | -------- | -------- | -------- | ------------- | ------------- | ------------- | -------- | ------- | ------- | --------- | ----- |
| Индивидуальное первенство | Юстинас Киндерис | 15         | 760        | 25         | 2:04,35  | 1308     | 15       | 60            | 1140          | 12            | 10:19,34 | 2524    | 2       | 5732      | 8     |

Женщины
| Соревнование              | Спортсмены            | Фехтование | Фехтование | Фехтование | Плавание  | Плавание | Плавание | Верховая езда | Верховая езда | Верховая езда | Комбайн   | Комбайн | Комбайн | Всего     | Всего |
| Соревнование              | Спортсмены            | Уколы      | Очки       | Место      | Результат | Очки     | Место    | Результат     | Очки          | Место         | Результат | Очки    | Место   | Результат | Место |
| ------------------------- | --------------------- | ---------- | ---------- | ---------- | --------- | -------- | -------- | ------------- | ------------- | ------------- | --------- | ------- | ------- | --------- | ----- |
| Индивидуальное первенство | Лаура Асадаускайте    | 23         | 952        | 3          | 12:18.67  | 1136     | 17       | 72.26         | 1180          | 3             | 11:55.64  | 2140    | 6       | 5408      | 1     |
| Индивидуальное первенство | Гинтаре Венчкаускайте | 10         | 640        | 34         | 2:16.88   | 1160     | 23       | 69.57         | 1160          | 6             | 11:36.63  | 2216    | 2       | 5176      | 12    |

### Стрельба
Спортсменов — 1
Женщины
| Соревнование | Спортсмены          | Квалификация | Квалификация | Финал                 | Финал                 |
| Соревнование | Спортсмены          | Результат    | Место        | Результат             | Место                 |
| ------------ | ------------------- | ------------ | ------------ | --------------------- | --------------------- |
| трап         | Дайна Гудзиневичюте | 66           | 14           | Завершила выступление | Завершила выступление |